# 李詵
李詵（?—?），唐朝宗室，唐高祖的孙子，鲁王李靈夔的长子。
《旧唐书》把他的名字写作李铣。李詵开始被封为清河郡王，他在父亲李靈夔在世时就已经去世。垂拱四年（688年）李灵夔被武则天流放振州（治今海南省三亚市崖州区），赐死。神龙初年，唐中宗封李詵二弟范阳郡王李蔼的儿子李道坚为嗣鲁王。